# Trevor Keels
Trevor Jamaal Keels (Clinton, 26 de agosto de 2003) é um jogador norte-americano de basquete profissional que atualmente joga no New York Knicks da National Basketball Association (NBA) e no Westchester Knicks da G-League.
Ele jogou basquete universitário no Duke Blue Devils e foi selecionado pelos Knicks como a 42º escolha geral no draft da NBA de 2022.

## Carreira no ensino médio
Keels jogou basquete na Paul VI Catholic High School em Chantilly, Virgínia, onde foi companheiro de equipe de Jeremy Roach. Em seu segundo ano, ele teve médias de 15,6 pontos, 3,9 rebotes e 2,3 assistências, sendo selecionado como Co-Jogador do Ano da Washington Catholic Athletic Conference (WCAC). Em sua terceira temporada, Keels levou Paul VI ao título estadual da Divisão I da Virginia Independent Schools Athletic Association. Em sua última temporada, ele teve média de 28,7 pontos, 9,1 rebotes, 7,2 assistências e 3,8 roubos de bola. Ele foi nomeado o Jogador do Ano de Virginia e foi selecionado para o McDonald's All-American Game, Jordan Brand Classic e Nike Hoop Summit.

### Recrutamento
Keels recebeu sua primeira oferta de bolsa de estudos da Divisão I da NCAA de Wake Forest após apenas três jogos em sua carreira no ensino médio. Ele terminou como um recruta consensual de cinco estrelas e um dos melhores ala-armadores da classe de 2021. Em 2 de abril de 2021, Keels se comprometeu a jogar basquete universitário na Universidade Duke.
| Nome | Cidade Natal                                          | Escola/Universidade   | Altura             | Peso           | Data da revisão    |
| --- | ----------------------------------------------------- | --------------------- | ------------------ | -------------- | ------------------ |
| Trevor KeelsSG | Clinton, MD                                           | Paul VI Catholic (VA) | 6 ft 5 in (1.96 m) | 210 lb (95 kg) | 2 de Abril de 2021 |
| Trevor KeelsSG | Recrutamento: Rivals: 247Sports: ESPN: ESPN grade: 90 |                       |                    |                |                    |
| Classificação geral de novatos: Rivals: 22º \| 247Sports: 22º \| ESPN: 23º |                                                       |                       |                    |                |                    |
| - Nota: Em muitos casos, Scout, Rivals, 247Sports e ESPN podem entrar em conflito em suas listas de altura e peso, nestes casos, a média foi obtida. A ESPN mede os calouros numa escala de 0 a 100. - Fonte: |                                                       |                       |                    |                |                    |

## Carreira universitária
Em sua estreia universitária, uma vitória por 79-71 contra Kentucky, Keels marcou 25 pontos. Ele teve médias de 11,5 pontos, 3,4 rebotes e 2,7 assistências em sua primeira temporada com Duke. Keels foi nomeado para a Equipe de Novatos da ACC.
Após sua temporada de calouro, Keels anunciou sua intenção de entrar no draft da NBA de 2022. Em 1º de junho de 2022, ele anunciou que permaneceria no draft e abriria mão de sua elegibilidade universitária restante.

## Carreira profissional

### New York Knicks (2022–Presente)
Keels foi selecionado pelo New York Knicks como a 42ª escolha geral no draft da NBA de 2022. Em 10 de julho de 2022, Keels assinou um contrato bi-lateral com os Knicks e o seu afiliado da G-League, Westchester Knicks.

## Estatísticas da carreira

### Universitário
| Ano     | Equipe | PJ | PT | MPJ  | AP   | 3P   | LL   | RT  | AS  | BR  | TO | PPJ  |
| ------- | ------ | -- | -- | ---- | ---- | ---- | ---- | --- | --- | --- | -- | ---- |
| 2021–22 | Duke   | 36 | 26 | 30.2 | .419 | .312 | .670 | 3.4 | 2.7 | 1.2 | .1 | 11.5 |